# Vlăduleni (okręg Aluta)
Vlăduleni – wieś w Rumunii, w okręgu Aluta, w gminie Osica de Sus. W 2011 roku liczyła 492 mieszkańców.